# Wellington n.º 97
Wellington n.º 97 es un municipio rural canadiense situado en la provincia de Saskatchewan.

## Superficie
Wellington n.º 97 tiene una superficie de 831,16 km².

## Demografía
En 2021, tenía 274 habitantes, una densidad poblacional de 0,3 hab./km², y 139 viviendas.